# Friedenskapelle Kleinnaundorf
Die Friedenskapelle Kleinnaundorf ist ein evangelisch-lutherischer Sakralbau im Freitaler Ortsteil Kleinnaundorf.

## Geschichte
Die Kapelle entstand als eine der ersten sakralen Neubauten überhaupt in der neu gegründeten Deutschen Demokratischen Republik. Sie wurde unter Mithilfe der Bevölkerung 1950 errichtet und am 3. Advent 1950 eingeweiht. Die Kirchenglocke wurde bereits 1898 von König Albert gestiftet und läutet seit 1998 auf einem eigens errichteten Glockenstuhl, der von Peter Schewe entworfen wurde. Davor befand sich diese am Glockenplatz. Der Altar wurde von Brigitta Großmann-Lauterbach aus Graupa entworfen. 2009 erwarb man aus Oldenburg (Oldenburg) eine gebrauchte Orgel und weihte diese nach erfolgter Überholung am 3. Advent 2009 ein. 2017 erschien eine Postkarte, auf der die Kirche abgebildet ist.

## Beschreibung

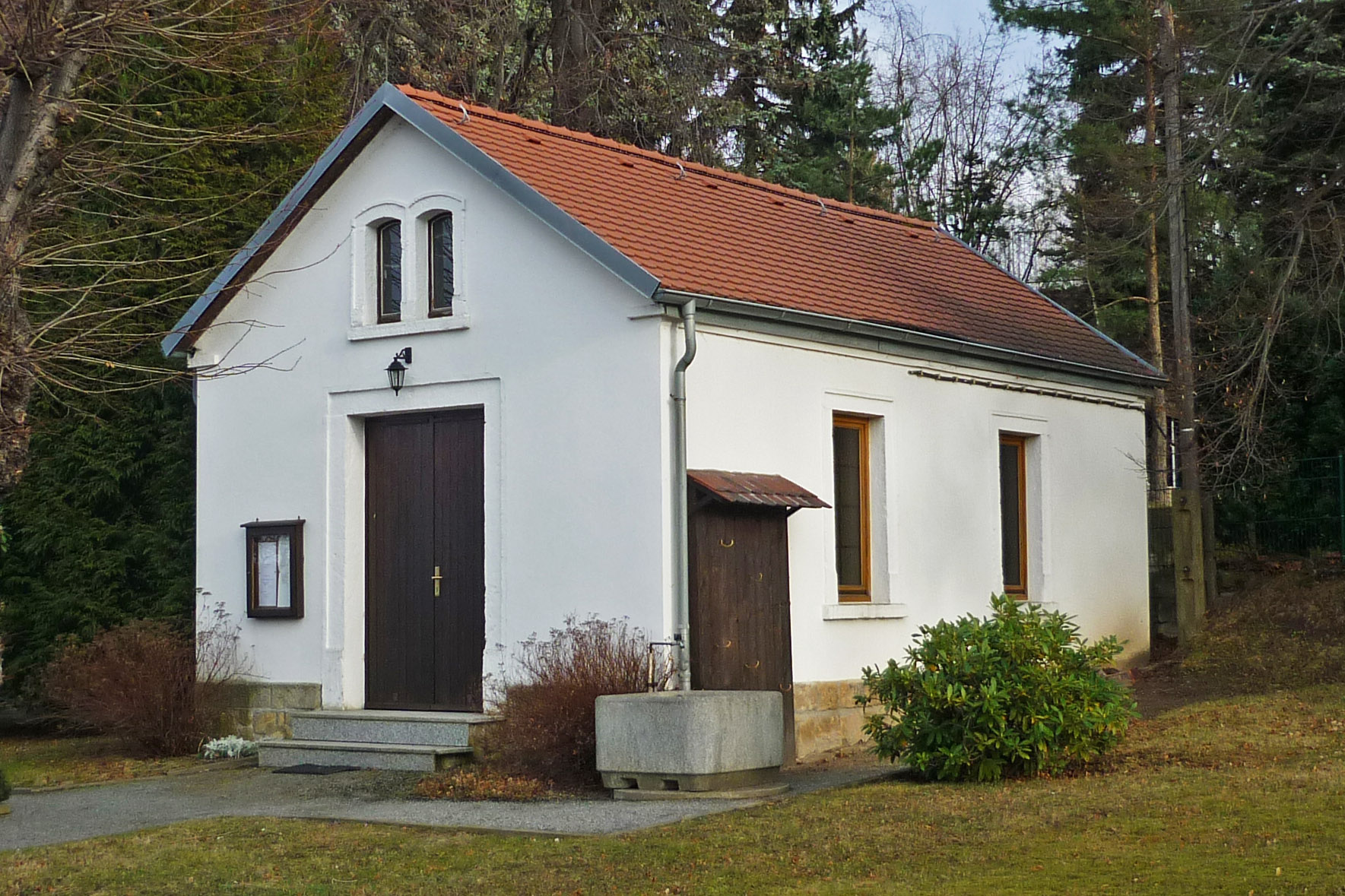
Gebäude auf dem kommunalen Friedhof in Kleinnaundorf

Der Gebetsraum kann durch das Wegschieben einer Holzwand vergrößert werden und fasst bis zu 90 Personen. Die Kirche liegt an der Saarstraße 1, nebenan befindet sich der dazugehörige kommunale Friedhof Kleinnaundorf. Trotz der relativ kleinen Ausmaße sind Trauungen möglich.

## Organisation
Organisatorisch gehört die Friedenskapelle zur Kirchgemeinde Bannewitz und ist neben der Kirche Bannewitz der zweite Sakralbau der Gemeinde.